# Piłkarski Turniej na Cyprze 2006 (turniej A)
Piłkarski Turniej na Cyprze 2006 (turniej A) – turniej towarzyski na Cyprze rozegrano po raz dziesiąty w 2006 roku. Uczestniczyły w nim cztery reprezentacje narodowe: Grecji, Kazachstanu, Białorusi i Finlandii.

## Mecze

### Półfinały
| 28 lutego Limassol Cypr |  | Białoruś | 0 | - | 1 (0-1) | Grecja |

| 28 lutego Larnaka Cypr |  | Finlandia | 0 | - | 0, karne: 1:3 | Kazachstan |

### O trzecie miejsce
| 1 marca Larnaka Cypr |  | Finlandia | 2 | - | 2, karne: 5:4 (0-1) | Białoruś |

### Finał
| 1 marca Nikozja Cypr |  | Kazachstan | 0 | - | 2 (0-0) | Grecja |  |

Triumfatorem piłkarskiego turnieju na Cyprze 2006 (grupa A) została reprezentacja Grecji.